# Perla Batalla
Perla Batalla je americká zpěvačka. Narodila se do hudební rodiny v Los Angeles a v devadesátých letech spolupracovala s kanadským hudebníkem Leonardem Cohenem (doprovázela jej při koncertech a zpívala doprovodné vokály na albu The Future). V roce 1993 se začala věnovat sólové kariéře; hned v tom roce vydala své debutové album nazvané Perla Batalla. Během své kariéry spolupracovala i s dalšími hudebníky, mezi které patří například k.d. lang, Jennifer Warnes či skupina The Gypsy Kings.

## Sólová diskografie
- Perla Batalla (1993)
- Mestiza (1999)
- Heaven and Earth (2000)
- Discoteca Batalla (2002)
- Gracias a la Vida (2004)
- Bird on the Wire: The Songs of Leonard Cohen (2007)
- Love is Everything (2014)